# كأس القارات للأندية
كأس القارات للأندية (بالإنجليزية: FIFA Intercontinental Cup) (المعروفة رسميًا باسم كأس إنتركونتيننتال قطر 2024 المقدمة من أرامكو لأسباب الرعاية)  كانت النسخة الافتتاحية لكأس إنتركونتيننتال ، وهي بطولة كرة قدم سنوية للأندية تنظمها الفيفا . ضمت البطولة الفرق الستة التي فازت بالنسخة السابقة من البطولات القارية في كل اتحاد قاري للفيفا، ولعبت مع بعضها البعض في قوس إقصائي واحد . أقيمت من 22 سبتمبر إلى 18 ديسمبر 2024. أقيمت أول مباراتين في ملعب فريق مشارك في كل مباراة، وأقيمت المباريات الثلاث الأخيرة (بما في ذلك النهائي ) في قطر كمكان محايد.

## الاهلي بيحقق البطوله
| النادي     | الالقاب | الوصافة | سنوات البطولة | سنوات الوصافة |
| ---------- | ------- | ------- | ------------- | ------------- |
| ريال مدريد | 1       | 0       | (2024)        | _________     |
| باتشوكا    | 0       | 1       | ______        | (2024)        |
|            |         |         |               |               |

## النسخ
| النسخ | السنة | المستضيف | البطل      | النتيجة | الوصيف  | مرجع  |
| ----- | ----- | -------- | ---------- | ------- | ------- | ----- |
| 1     | 2024  | قطر      | ريال مدريد | 0-3     | باتشوكا | [ 1 ] |